# شراب روسی

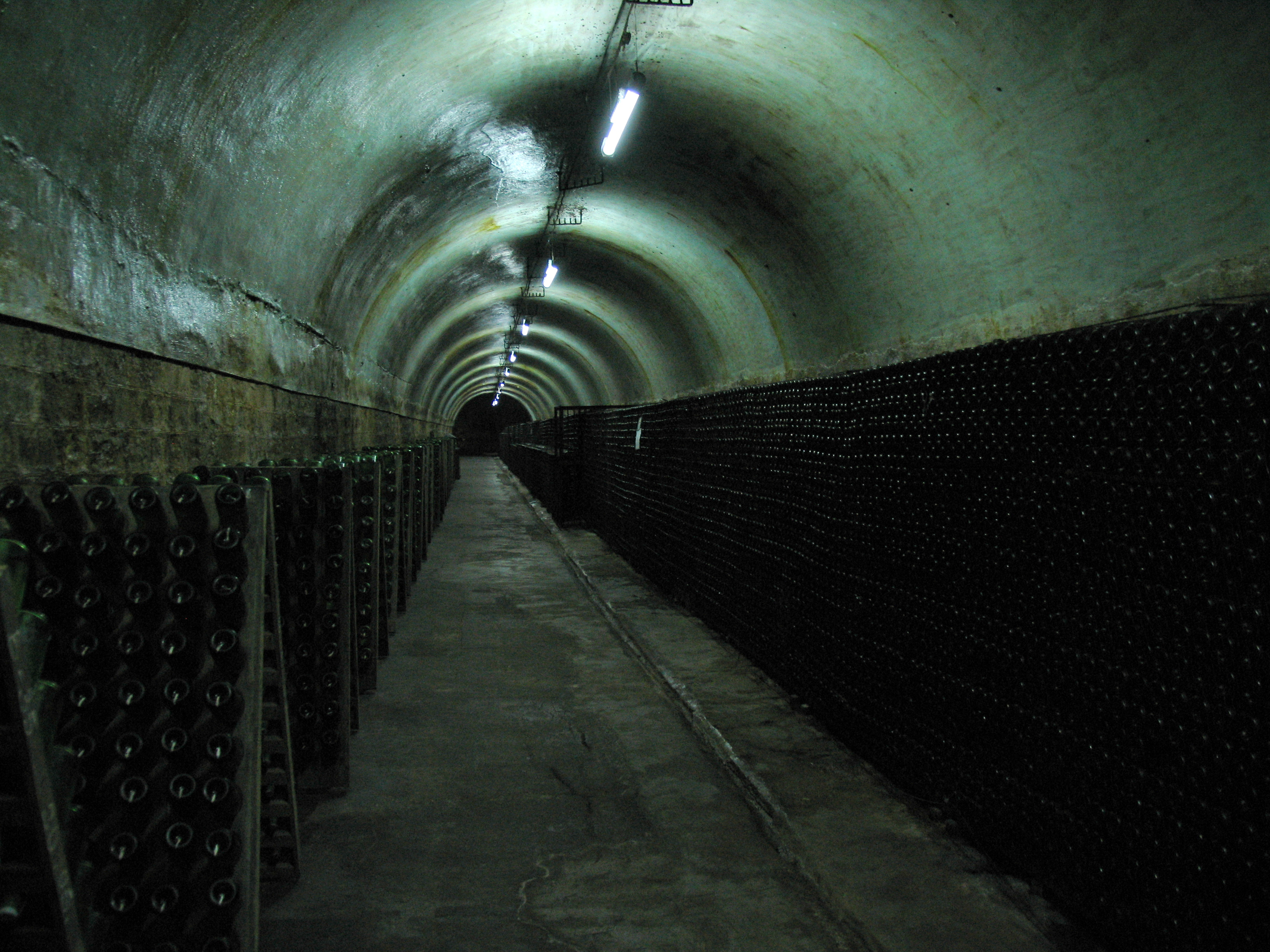
زیرزمین در شراب‌سازی آبراو-دورسو، نزدیک نووروسیسک

شراب روسی به شراب ساخته شده در روسیه اطلاق می‌شود، که گاهی شامل منطقه مورد مناقشه شبه‌جزیره کریمه نیز می‌شود. اکثریت وسیع قلمرو روسیه برای کشت انگور مناسب نیست و بیشتر تولید در بخش‌هایی از سرزمین کراسنودار و استان روستوف و همچنین کریمه متمرکز است.
بازار روسیه با حضور بسیاری از محصولات کم‌هزینه شناخته می‌شود و بخش قابل توجهی از شراب‌های محلی قیمت خرده‌فروشی کمتر از ۱۰۰ روبل ($۱٫۷۱) دارند. تلاش‌ها برای فاصله گرفتن از شهرت کیفیت پایین شراب‌های شوروی تا حدودی موفق بوده است، اگرچه ۸۰٪ از شراب‌های فروخته شده در روسیه در سال ۲۰۱۳ از کنسانتره انگور ساخته شده بودند.
در سال ۲۰۱۴، روسیه از نظر مساحت تاکستان کشت‌شده در جهان رتبه ۱۱ را داشت. صنعت شراب روسیه توسط مقامات محلی به عنوان جایگزینی سالم‌تر برای نوشیدنی‌های الکلی با محتوای بالاتر الکل ترویج می‌شود.

## تاریخچه

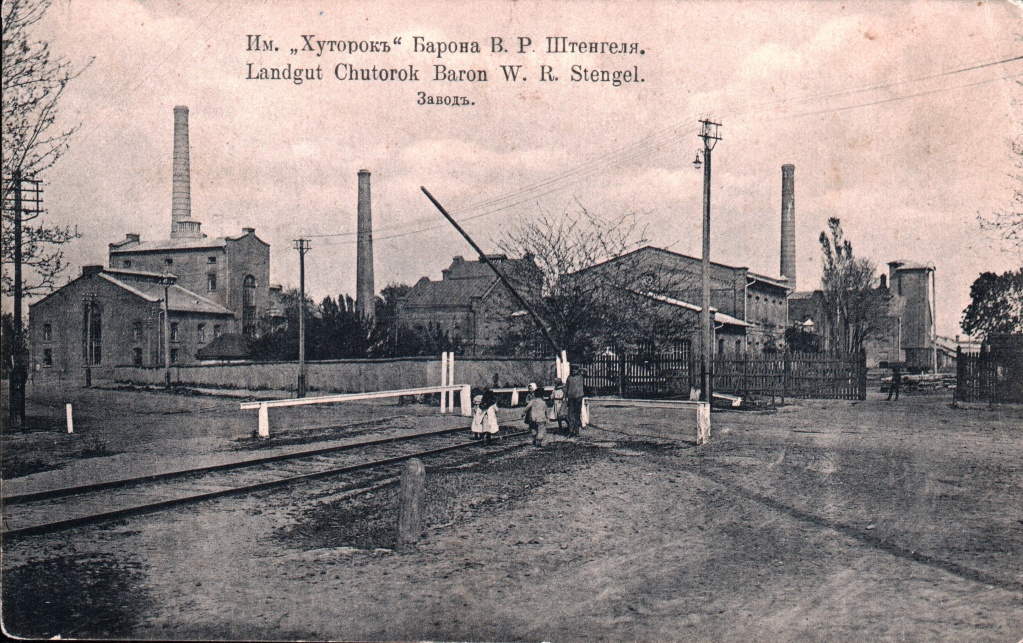
شراب‌سازی Khutorok در کوبان، ۱۹۱۰

انگورهای وحشی هزاران سال در اطراف دریای خزر، سیاه و آزوف رشد کرده‌اند و شواهدی از موکاری و کشاورزی برای دادوستد با یونان باستان در سواحل دریای سیاه در فاناگوریا و آناپا یافت شده است. گفته می‌شود که منطقه دریای سیاه قدیمی‌ترین منطقه شراب جهان است.
بنیان‌گذار تولید شراب تجاری مدرن در روسیه، شاهزاده Lev Golitsyn (1845-1915) بود که اولین کارخانه روسی شامپاین را در ملک خود در شبه‌جزیره کریمه به نام نووی سویت تأسیس کرد.
پس از انقلاب روسیه، کارشناسان فرانسوی متخصص شراب روسیه را ترک کردند، اما این صنعت به تدریج از سال ۱۹۲۰ بازسازی شد. به گفته دنیس پوزیرف، پیش از انقلاب ۱۹۱۷، شراب تنها توسط طبقه اشراف مصرف می‌شد و این وضعیت تنها تحت حکومت شوروی تغییر کرد. صنعت شراب در دهه‌های ۱۹۴۰ و ۱۹۵۰ در طول تاریخ شوروی رونق گرفت تا زمانی که اصلاحات داخلی توسط میخائیل گورباچف در سال ۱۹۸۵ به عنوان بخشی از کمپین علیه الکلیسم اجرا شد. پس از انحلال اتحاد جماهیر شوروی، انتقال به اقتصاد بازار با خصوصی‌سازی زمین‌ها باعث شد بسیاری از تاکستان‌های ممتاز منطقه به کاربری‌های دیگر اختصاص یابد. تا سال ۲۰۰۰، کل فدراسیون روسیه تنها ۷۲٬۰۰۰ هکتار (۱۸۰٬۰۰۰ جریب فرنگی) زیر کشت داشت، کمتر از نصف مساحت استفاده‌شده در اوایل دهه 1980.
شراب‌های نیمه شیرین و شیرین ۸۰٪ بازار روسیه را تشکیل می‌دهند و سهم آنها در بخش اقتصادی بیش از ۹۰٪ است. از سال ۲۰۰۶، کارخانه‌های شراب روسیه تکنیک‌ها و استانداردهای اروپایی را پذیرفته‌اند. شراب‌سازی آبراو-دورسو به عنوان پرچمدار صنعت جدید شراب شناخته می‌شود.
در سال‌های ۲۰۱۸ و ۲۰۱۹ چندین شراب روسی توسط رابرت پارکر از The Wine Advocate ارزیابی شدند و نمرات بین ۸۰ تا ۹۷ دریافت کردند.
در سال ۲۰۲۰، Fanagoria Blanc de Blancs Brut، شرابی از سال ۲۰۱۷ از کارخانه شراب فاناگوریا در فاناگوریا در شبه‌جزیره تامان، مدال طلای رقابت بین‌المللی "Chardonnay du Monde" ("شاردونه جهان") را کسب کرد.
از سال ۲۰۲۰، قیمت شراب تقریباً دو برابر شده است، به دلیل افزایش مالیات تولید.
«قانون تاکستان و شراب‌سازی» در فدراسیون روسیه در ۲۶ ژوئن ۲۰۲۰ به اجرا درآمد؛ این سند ۸۰ مفهوم پایه برای زمینه‌های تاکستان و شراب‌سازی را تثبیت می‌کند، از جمله «شراب»، «شراب تقویت‌شده»، «شراب گازدار»، «کاشت انگور» و غیره. این قانون همچنین تعریف می‌کند که محصولاتی که به عنوان «شراب روسی» شناخته می‌شوند، باید صرفاً از انگورهای کشت‌شده در داخل کشور تولید شوند.

## جغرافیا و اقلیم

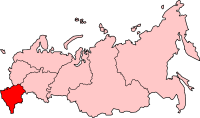
قفقاز شمالی در روسیه

اقلیم منطقه قفقاز شمالی، جایی که بیشتر تاکستان‌های روسیه در آن قرار دارند، معمولاً از نوع قاره‌ای است. برای مقابله با زمستان‌های سخت، بسیاری از کشاورزان تاک، تاک‌ها را با خاک می‌پوشانند تا از یخ‌زدگی محافظت شوند. در منطقه کراسنودار، در طول فصل رشد، بین ۱۹۳ تا ۲۳۳ روز بدون یخ‌زدگی وجود دارد که اجازه می‌دهد تاک‌ها به کامل‌ترین میزان رسیدگی برسند.
منطقه داغستان دارای اقلیم متنوعی است و برخی مناطق آن اقلیم نیمه‌خشک دارند. حدود ۱۳ درصد از شراب روسیه در اطراف استاوروپول تولید می‌شود که دارای ۱۸۰ تا ۱۹۰ روز بدون یخ‌زدگی است. منطقه روستوف-نا-دونو با تابستان‌های گرم و خشک و زمستان‌های سخت خود شناخته می‌شود که باعث می‌شود میزان برداشت انگور در این منطقه کمتر از دیگر نقاط کشور باشد. با این حال، روستوف-نا-دونو منطقه‌ای با تنوع بسیار زیادی از گونه‌های بومی انگور است که در اصل از دره دون آمده‌اند، از جمله: Tsimlyanskiy Tchernyi, Kumshatskiy, Krasnostop Zolotovskiy, Plechistik و دیگران.

## شراب و انگورها

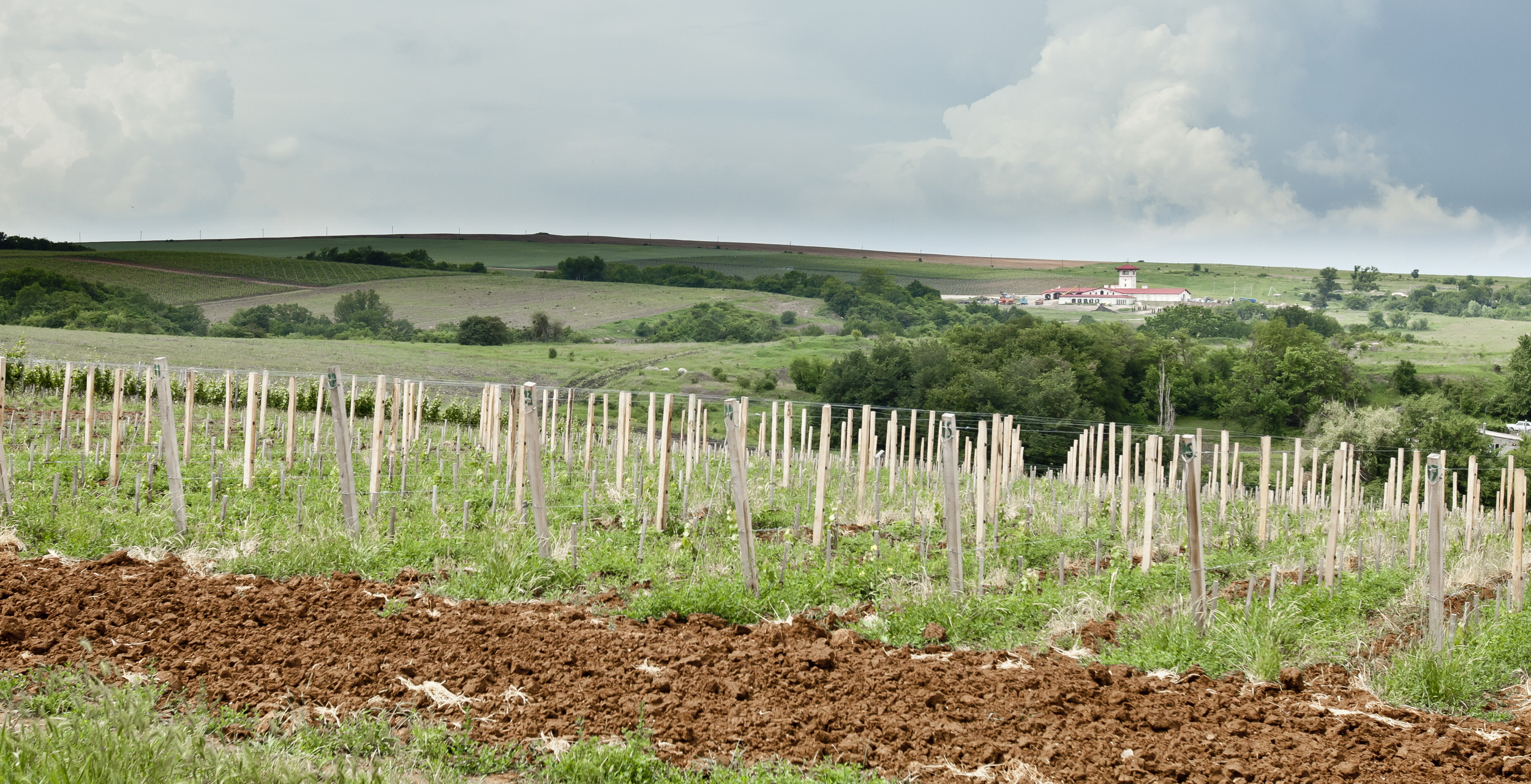
تاکستان‌های لفکادیا

روسیه انواع مختلفی از شراب را تولید می‌کند، از جمله شراب بدون گاز، شراب گازدار و شراب دسر (شراب شیرین یا مخصوص دسر). در حال حاضر بیش از ۱۰۰ گونه مختلف انگور در تولید شراب روسیه استفاده می‌شود. انگور Rkatsiteli بیش از ۴۵ درصد از تولید را تشکیل می‌دهد. دیگر گونه‌های کشت شده شامل Aligote، کابرنه سوویگنون، Cabernet Severny, Clairette blanche، مرلو، انگور موسکات، پینو گری، Plavai, Portugieser, Riesling، ساپراوی، Silvaner, Traminer و Golubok هستند.
در حال حاضر روسیه دارای محدوده کنترل‌شده تولید شراب (controlled appellation) برای گونه‌های مختلف انگور است، از جمله: Sibirkovy (روسی: Сибирьковый)، Tsimlyanski Cherny (روسی: Цимлянский чёрный)، Plechistik (روسی: Плечистик)، Narma (روسی: Нарма)، و Güliabi Dagestanski (روسی: Гюляби Дагестанский)، Krasnostop Zolotovsky (روسی: Красностоп Золотовский)، Saperavi (روسی: Саперави)، Platovsky (روسی: Платовский)، Bastardo Magarachsky (روسی: Бастардо Магарачский)، Kefesia (روسی: Кефесия)، Kokur Belyi (روسی: Кокур Белый).
یک راهنمای شراب روسیه که در سال ۲۰۱۲ منتشر شد، شامل ۵۵ نوع شراب از ۱۳ کارخانه شراب‌سازی است، از جمله: فاناگوریا، Lefkadia, Chateau du Talus, Abrau-Durso و Chateau le Grand Vostock. بازار عمدتاً پراکنده است و حتی سهم بازار تولیدکنندگان پیشرو (مانند Kuban-Vino یا Viktoria TD) کمتر از ۳٪ است.